# Liste der Arbeitsminister von Schleswig-Holstein
Dieser Artikel enthält eine Liste der Arbeitsminister von Schleswig-Holstein.

## Arbeitsminister Schleswig-Holstein (seit 1946)
| Name                                                                | Amtsantritt                                      | Kabinett                           | Partei                         |
| Minister für Aufbau und Arbeit                                      | Minister für Aufbau und Arbeit                   | Minister für Aufbau und Arbeit     | Minister für Aufbau und Arbeit |
| ------------------------------------------------------------------- | ------------------------------------------------ | ---------------------------------- | ------------------------------ |
| Erich Arp                                                           | 2. Dezember 1946                                 | Steltzer II                        | SPD                            |
| Minister für Wohlfahrt und Arbeit                                   |                                                  |                                    |                                |
| Kurt Pohle                                                          | 28. April 1947                                   | Lüdemann                           | SPD                            |
| Minister für Arbeit, Wirtschaft und Verkehr                         |                                                  |                                    |                                |
| Ludwig Preller                                                      | 6. August 1948 29. August 1949                   | Lüdemann Diekmann                  | SPD                            |
| Minister für Soziales, Arbeit und Flüchtlingsfragen                 |                                                  |                                    |                                |
| Hans-Adolf Asbach                                                   | 5. September 1950                                | Bartram                            | GB/BHE                         |
| Minister für Arbeit, Soziales und Vertriebene                       |                                                  |                                    |                                |
| Hermann Andersen (kommissarisch)                                    | 25. Juni 1951                                    | Lübke I                            | FDP                            |
| Hans-Adolf Asbach                                                   | 27. Juli 1951 11. Oktober 1954                   | Lübke II von Hassel I              | GB/BHE                         |
| Lena Ohnesorge                                                      | 21. Oktober 1957 27. Oktober 1958 7. Januar 1963 | von Hassel I von Hassel II Lemke I | CDU                            |
| Otto Eisenmann                                                      | 3. Mai 1967                                      | Lemke II                           | FDP                            |
| Hans-Hellmuth Qualen (kommissarisch)                                | 16. November 1969                                | Lemke II                           | FDP                            |
| Minister für Soziales                                               |                                                  |                                    |                                |
| Karl Eduard Claussen                                                | 24. Mai 1971 26. Mai 1975                        | Stoltenberg I Stoltenberg II       | CDU                            |
| Walter Braun                                                        | 29. Mai 1979 4. Oktober 1982                     | Stoltenberg III Barschel I         | CDU                            |
| Ursula von Brockdorff                                               | 13. April 1983 2. Oktober 1987                   | Barschel II Schwarz                | CDU                            |
| Minister für Soziales, Gesundheit und Energie                       |                                                  |                                    |                                |
| Günther Jansen                                                      | 31. Mai 1988                                     | Engholm I                          | SPD                            |
| Minister für Arbeit, Soziales, Jugend, Gesundheit und Energie       |                                                  |                                    |                                |
| Günther Jansen                                                      | 5. Mai 1992                                      | Engholm II                         | SPD                            |
| Claus Möller                                                        | 24. März 1993                                    | Engholm II                         | SPD                            |
| Minister für Arbeit und Soziales, Jugend und Gesundheit             |                                                  |                                    |                                |
| Heide Moser                                                         | 19. Mai 1993                                     | Simonis I                          | SPD                            |
| Minister für Arbeit und Soziales und Gesundheit                     |                                                  |                                    |                                |
| Heide Moser                                                         | 22. Mai 1996                                     | Simonis II                         | SPD                            |
| Minister für Arbeit, Gesundheit und Soziales                        |                                                  |                                    |                                |
| Heide Moser                                                         | 28. März 2000                                    | Simonis III                        | SPD                            |
| Minister für Wirtschaft, Arbeit und Verkehr                         |                                                  |                                    |                                |
| Bernd Rohwer                                                        | 1. März 2003                                     | Simonis III                        | SPD                            |
| Minister für Justiz, Arbeit und Europa                              |                                                  |                                    |                                |
| Uwe Döring                                                          | 27. April 2005                                   | Carstensen I                       | SPD                            |
| Peter Harry Carstensen                                              | 22. Juli 2009                                    | Carstensen I                       | CDU                            |
| Minister für Arbeit, Soziales und Gesundheit                        |                                                  |                                    |                                |
| Heiner Garg                                                         | 27. Oktober 2009                                 | Carstensen II                      | FDP                            |
| Minister für Wirtschaft, Arbeit, Verkehr und Technologie            |                                                  |                                    |                                |
| Reinhard Meyer                                                      | 12. Juni 2012                                    | Albig                              | SPD                            |
| Minister für Wirtschaft, Verkehr, Arbeit, Technologie und Tourismus |                                                  |                                    |                                |
| Bernd Buchholz                                                      | 28. Juni 2017                                    | Günther I                          | FDP                            |
| Claus Ruhe Madsen                                                   | 29. Juni 2022                                    | Günther II                         | CDU                            |